# Giải bóng đá hạng nhì quốc gia Cộng hòa Síp 1999–2000
Giải bóng đá hạng nhì quốc gia Cộng hòa Síp 1999–2000 là mùa giải thứ 45 của bóng đá hạng nhì Cộng hòa Síp. Digenis giành danh hiệu thứ 2.

## Thể thức thi đấu
Có 14 đội tham gia Giải bóng đá hạng nhì quốc gia Cộng hòa Síp 1999–2000. Tất cả các đội đều thi đấu 2 trận, một trân sân nhà và một trận sân khách. Đội nhiều điểm nhất sẽ lên ngôi vô địch. Ba đội đầu bảng thăng hạng Giải bóng đá hạng nhất quốc gia Cộng hòa Síp 2000–01 và ba đội cuối bảng xuống hạng Giải bóng đá hạng ba quốc gia Cộng hòa Síp 2000–01. Tuy nhiên, vào mùa hè, sau khi giải kết thúc, Evagoras Paphos hợp nhất với APOP Paphos thành AEP Paphos (AEP thay thế vị trí của APOP trong Giải bóng đá hạng nhất quốc gia Cộng hòa Síp 2000–01). Vì vậy, các trận playoff giữa 3 đội cuối bảng của Giải bóng đá hạng nhì quốc gia Cộng hòa Síp 1999–2000 và đội thứ tư của Giải bóng đá hạng ba quốc gia Cộng hòa Síp 1999–2000 (ASIL Lysi) diễn ra, tranh một suất ở Giải bóng đá hạng nhì quốc gia Cộng hòa Síp 2000–01.

### Hệ thống điểm
Các đội bóng nhận 3 điểm cho một trận thắng, 1 điểm cho một trận hòa và 0 điểm cho một trận thua.

## Thay đổi so với mùa giải trước
Các đội thăng hạng Giải bóng đá hạng nhất quốc gia Cộng hòa Síp 1999–2000
- Anagennisi Deryneia
- Ethnikos Assia
- APOP

Các đội xuống hạng từ Giải bóng đá hạng nhất quốc gia Cộng hòa Síp 1998–99
- Evagoras Paphos
- Doxa Katokopias
- Aris Limassol

Các đội thăng hạng từ Giải bóng đá hạng ba quốc gia Cộng hòa Síp 1998–99
- Chalkanoras Idaliou
- Iraklis Gerolakkou
- APEP

Các đội xuống hạng Giải bóng đá hạng ba quốc gia Cộng hòa Síp 1999–2000
- Rotsidis Mammari
- ASIL Lysi
- Akritas Chlorakas

## Bảng xếp hạng
| Vị thứ | Đội                            | St. | T. | H. | B. | BT. | BB. | BT. | Đ. | Ghi chú                                                                  |
| ------ | ------------------------------ | --- | -- | -- | -- | --- | --- | --- | -- | ------------------------------------------------------------------------ |
| 1      | Digenis Morphou                | 26  | 20 | 2  | 4  | 77  | 20  | 57  | 62 | Vô địch-thăng hạng Giải bóng đá hạng nhất quốc gia Cộng hòa Síp 2000–01. |
| 2      | Aris Limassol                  | 26  | 19 | 3  | 4  | 71  | 31  | 40  | 60 | Thăng hạng Giải bóng đá hạng nhất quốc gia Cộng hòa Síp 2000–01.         |
| 3      | Doxa Katokopias                | 26  | 17 | 6  | 3  | 62  | 25  | 37  | 57 | Thăng hạng Giải bóng đá hạng nhất quốc gia Cộng hòa Síp 2000–01.         |
| 4      | APEP                           | 26  | 14 | 4  | 8  | 51  | 36  | 15  | 46 |                                                                          |
| 5      | Chalkanoras Idaliou            | 26  | 12 | 4  | 10 | 38  | 41  | -3  | 40 |                                                                          |
| 6      | Evagoras Paphos                | 26  | 10 | 6  | 10 | 35  | 38  | -3  | 36 |                                                                          |
| 7      | Omonia Aradippou               | 26  | 9  | 6  | 11 | 42  | 43  | -1  | 33 |                                                                          |
| 8      | Ermis Aradippou                | 26  | 9  | 5  | 12 | 47  | 39  | 8   | 32 |                                                                          |
| 9      | AEK/Achilleas Ayiou Theraponta | 26  | 8  | 8  | 10 | 43  | 52  | -9  | 32 |                                                                          |
| 10     | Onisilos Sotira                | 26  | 8  | 7  | 11 | 39  | 45  | -6  | 31 |                                                                          |
| 11     | AEZ Zakakiou                   | 26  | 7  | 6  | 13 | 36  | 46  | -10 | 27 |                                                                          |
| 12     | PAEEK FC                       | 26  | 6  | 4  | 16 | 23  | 60  | -37 | 22 | Tham gia Play-off Xuống hạng.                                            |
| 13     | Anagennisi Germasogeias        | 26  | 5  | 5  | 16 | 23  | 64  | -41 | 20 | Tham gia Play-off Xuống hạng.                                            |
| 14     | Iraklis Gerolakkou             | 26  | 3  | 4  | 19 | 27  | 74  | -47 | 13 | Tham gia Play-off Xuống hạng.                                            |

Hệ thống điểm: Thắng=3 điểm, Hòa=1 điểm, Thua=0 điểm
Quy tắc xếp hạng: 1) Điểm, 2) Hiệu số, 3) Bàn thắng

## Kết quả
| ↓Home / Away→ | AEZ | AEK | ANG | APP | ARS | DGN | DXK | ERM | EGR | IRK | OMN | ONS | PAK | CHL |
| ------------- | --- | --- | --- | --- | --- | --- | --- | --- | --- | --- | --- | --- | --- | --- |
| AEZ           |     | 1-1 | 0-0 | 0-1 | 1-3 | 0-3 | 2-6 | 1-1 | 0-0 | 3-0 | 1-0 | 2-3 | 2-1 | 1-1 |
| AEK           | 2-0 |     | 2-3 | 1-4 | 2-2 | 1-4 | 0-3 | 1-0 | 2-1 | 2-2 | 3-2 | 5-0 | 4-1 | 1-2 |
| Anagennisi    | 1-4 | 1-1 |     | 1-1 | 0-4 | 1-9 | 0-4 | 2-0 | 0-2 | 3-1 | 2-2 | 2-1 | 0-0 | 1-2 |
| APEP          | 2-0 | 1-2 | 2-0 |     | 0-1 | 1-1 | 2-1 | 2-0 | 2-1 | 1-0 | 3-0 | 5-0 | 4-1 | 3-1 |
| Aris          | 3-2 | 3-2 | 2-0 | 3-0 |     | 2-1 | 2-3 | 3-2 | 4-0 | 6-1 | 1-0 | 3-2 | 5-2 | 3-0 |
| Digenis       | 5-0 | 5-1 | 5-1 | 4-1 | 3-1 |     | 3-2 | 2-1 | 2-0 | 4-0 | 2-0 | 1-0 | 3-0 | 1-2 |
| Doxa          | 2-1 | 4-1 | 4-1 | 3-0 | 2-1 | 0-0 |     | 2-2 | 1-0 | 4-2 | 2-2 | 1-0 | 4-0 | 3-0 |
| Ermis         | 0-1 | 5-0 | 3-1 | 2-4 | 1-2 | 1-4 | 0-2 |     | 1-2 | 4-1 | 2-0 | 2-0 | 5-0 | 3-0 |
| Evagoras      | 1-0 | 1-3 | 5-1 | 2-0 | 0-0 | 0-3 | 0-0 | 2-2 |     | 1-0 | 2-1 | 2-2 | 3-4 | 3-1 |
| Iraklis       | 2-6 | 2-1 | 0-2 | 2-2 | 2-9 | 0-4 | 2-1 | 1-3 | 1-2 |     | 2-2 | 2-1 | 1-2 | 1-4 |
| Omonia        | 3-1 | 2-2 | 1-0 | 5-1 | 2-1 | 3-2 | 1-4 | 2-2 | 2-3 | 2-1 |     | 1-1 | 2-0 | 3-1 |
| Onisilos      | 2-1 | 2-2 | 5-0 | 2-2 | 1-2 | 1-3 | 1-1 | 2-1 | 2-2 | 0-0 | 2-1 |     | 5-1 | 2-0 |
| PAEEK FC      | 2-2 | 0-0 | 1-0 | 0-5 | 1-4 | 1-0 | 2-2 | 0-2 | 2-0 | 2-1 | 0-2 | 0-1 |     | 0-2 |
| Chalkanoras   | 1-4 | 1-1 | 3-0 | 3-2 | 1-1 | 0-3 | 0-1 | 2-2 | 2-0 | 3-0 | 2-1 | 3-1 | 1-0 |     |

## Play-off Xuống hạng
Bảng xếp hạng
| Vị thứ | Đội                     | St. | T. | H. | B. | BT. | BB. | BT. | Đ. | Ghi chú                                              |
| ------ | ----------------------- | --- | -- | -- | -- | --- | --- | --- | -- | ---------------------------------------------------- |
| 1      | Anagennisi Germasogeias | 6   | 4  | 2  | 0  | 16  | 4   | 12  | 14 | 2000–01 Giải bóng đá hạng nhì quốc gia Cộng hòa Síp. |
| 2      | ASIL Lysi               | 6   | 3  | 2  | 1  | 13  | 7   | 6   | 11 | 2000–01 Giải bóng đá hạng ba quốc gia Cộng hòa Síp.  |
| 3      | PAEEK FC                | 6   | 1  | 2  | 3  | 9   | 19  | -10 | 5  | 2000–01 Giải bóng đá hạng ba quốc gia Cộng hòa Síp.  |
| 4      | Iraklis Gerolakkou      | 6   | 0  | 2  | 4  | 3   | 11  | -8  | 2  | 2000–01 Giải bóng đá hạng ba quốc gia Cộng hòa Síp.  |

Hệ thống điểm: Thắng=3 điểm, Hòa=1 điểm, Thua=0 điểm
Quy tắc xếp hạng: 1) Điểm, 2) Hiệu số, 3) Bàn thắng

Kết quả
| ↓Home / Away→ | ANG | ASL | IRK | PAK |
| ------------- | --- | --- | --- | --- |
| Anagennisi    |     | 2-0 | 3-0 | 3-2 |
| ASIL          | 0-0 |     | 1-0 | 6-2 |
| Iraklis       | 0-0 | 2-5 |     | 0-0 |
| PAEEK FC      | 2-8 | 1-1 | 2-1 |     |